# Baie Sainte Anne
Baie Sainte Anne és un districte administratiu de les illes Seychelles situat a l'illa de Praslin. La seva superfície és de 25,1 km². La població estimada el 2019 era de 4.786 habitants.